# Johann Philipp Albert Vogel
Johann Philipp Albert Vogel (* 11. April 1814 in Berlin; † 15. April 1886 ebenda) war ein deutscher Holzschneider.
Albert Vogel war ein Sohn des Berliner Formstechers Johann Daniel Vogel und Bruder des Holzschneiders Karl Friedrich Otto Vogel (1812–1851). Er besuchte das Gymnasium zum Grauen Kloster und ging dann an die Berliner Kunstakademie. 1834 wurde Vogel beim Verlag J. Baumgärtner in Leipzig neben seinem Bruder als Holzschneider eingestellt. Er kehrte zwar nach Berlin zurück, arbeitete aber weiter für Baumgärtner und illustrierte dessen „Märchenbuch“. 1838 erschienen die Illustrationen der Brüder Vogel zu den Werken Shakespeares in dem Leipziger Verlag. 
Auf Grund des Erfolges wurde Albert Vogel zur Mitarbeit an Raczynskis „Geschichte der neueren Kunst“, Dullers „Geschichte des deutschen Volkes“,  Bendemanns und Hübners „Nibelungenlied“ und anderen illustrierten Ausgaben herangezogen.
Gemeinsam mit seinem Bruder Otto setzte er die Zeichnungen Menzels zur illustrierten Ausgabe (1843–1846) der Werke Friedrichs des Großen um und arbeitete auch an Kuglers „Geschichte Friedrichs des Großen“ mit.
Ab 1877 war Albert Vogel Professor an der Berliner Kunstakademie und Vorsteher des Ateliers für Holzschneidekunst.